# Neuses (Wendelstein)

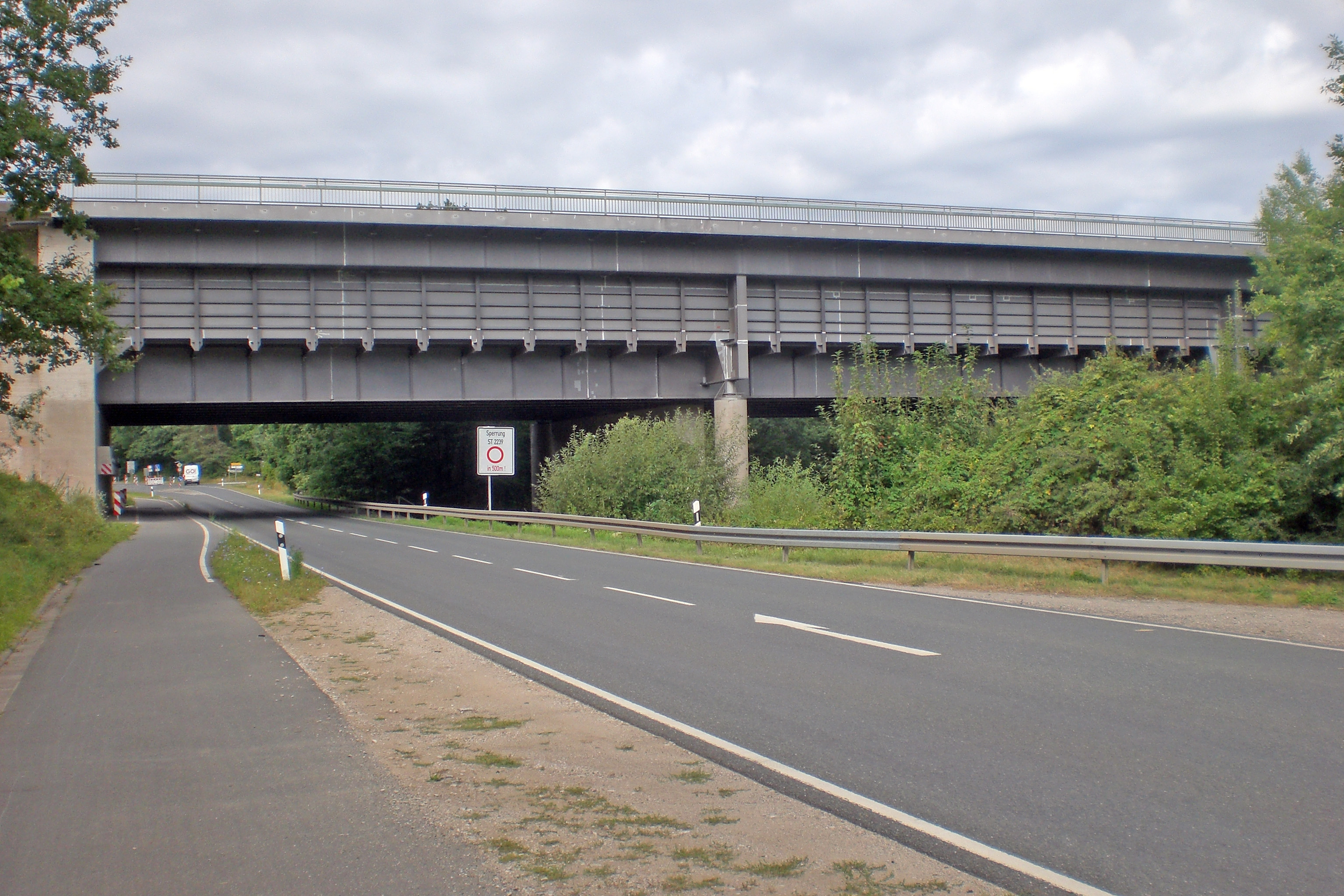
Trogbrücke Main-Donau-Kanal (2024)

Neuses (fränkisch: Naises) ist ein Gemeindeteil des Marktes Wendelstein im Landkreis Roth (Mittelfranken, Bayern). Neuses liegt in der Gemarkung Kleinschwarzenlohe.

## Geographische Lage
Das Dorf liegt etwa 13 Kilometer südlich von Nürnberg und fünf Kilometer östlich von Schwabach an der Schwarzach. Diese unterquert im Westen des Ortes den Main-Donau-Kanal und mündet am nordwestlichen Rand des Gemeindegebietes in der Nähe von Schwabach in die Rednitz. Im Norden liegt das Flurgebiet Vogelherd, im Nordosten die Flurgebiete Grund und Espan und im Osten der Hohenrain.
Die Staatsstraße 2239 führt nach Kleinschwarzenlohe (2,2 km nordöstlich) bzw. zu einer Auffahrt auf die hier autobahnähnlich ausgebaute Bundesstraße 2 (1,3 km südwestlich), die 1 km weiter nördlich auf die Autobahn A 6 mündet (AS 57 Roth).

## Geschichte
Das Schwarzachtal war bereits in der Steinzeit von Menschen besiedelt, wie einzelne Funde belegen. Einige bronzezeitliche Gräber befinden sich nur wenige Kilometer flussaufwärts. Diese datieren auf circa 1600 bis 1300 v. Chr. Im Gemeindegebiet Wendelsteins sind bisher etwa 20 Bodendenkmäler aus mesolithischer, neolithischer, sowie aus der Latènezeit qualifiziert. Zur Zeitenwende galt das gesamte Flusssystem Regnitz als das Ausbreitungsgebiet der Narisker (siehe Karte 1). Um das Jahr 650 stießen boirische Siedler aus Südosten in das Schwarzachtal vor, wurden allerdings etwa 725 von den aus Westen kommenden Franken wieder zurückgedrängt.
Der Ort wurde 1299 als „Newsezze“ (=neuer Sitz) erstmals urkundlich erwähnt. Aus dem Ortsnamen kann geschlossen werden, dass es sich um eine Ausgründung handelt. Neuses bestand ursprünglich aus einer Mühle und fünf Bauernhöfen. Das Kloster Ebrach hatte dort ursprünglich einen Hof, der aber bereits 1302 veräußert wurde. Man kann aber von einer deutlich früheren verstreuten bäuerlichen Besiedelung ausgehen, da die Nachbarorte Schwabach 1117 und Königshammer 1200 bereits urkundlich erwähnt wurden. Neuses liegt auf deren geradliniger Verbindung und ohne bereits eingesessene Bauern hätte es dort keiner Schankstätte oder Mühle bedurft.
Von 1505 bis 1806 war Neuses einer der Grenzorte zwischen dem Fürstentum Ansbach und dem Gebiet der Reichsstadt Nürnberg (siehe Karte 2).
Gegen Ende des 18. Jahrhunderts gab es in Neuses 10 Anwesen und ein Gemeindehirtenhaus. Das Hochgericht nördlich der Schwarzach übte das brandenburg-ansbachische Richteramt Kornburg aus, südlich der Schwarzach das Richteramt Schwand. Die Dorf- und Gemeindeherrschaft hatte die Reichsstadt Nürnberg. Alle Anwesen hatten Nürnberger Eigenherren als Grundherrn (von Holzschuher: 2 Ganzhöfe, 1 Ganzhof mit Tafernwirtschaft, 1 Dreiviertelhof, 1 Halbhof, 1 Köblergut, 1 Gütlein; von Praun: 2 Gütlein, 1 Mahlmühle). Es gab 10 Untertansfamilien.
Von 1797 bis 1808 unterstand der Ort dem Justiz- und Kammeramt Schwabach. Im Rahmen des Gemeindeedikts wurde 1808 Neuses dem Steuerdistrikt Großschwarzenlohe (II. Sektion) und der 1818 gebildeten Ruralgemeinde Kleinschwarzenlohe zugeordnet.

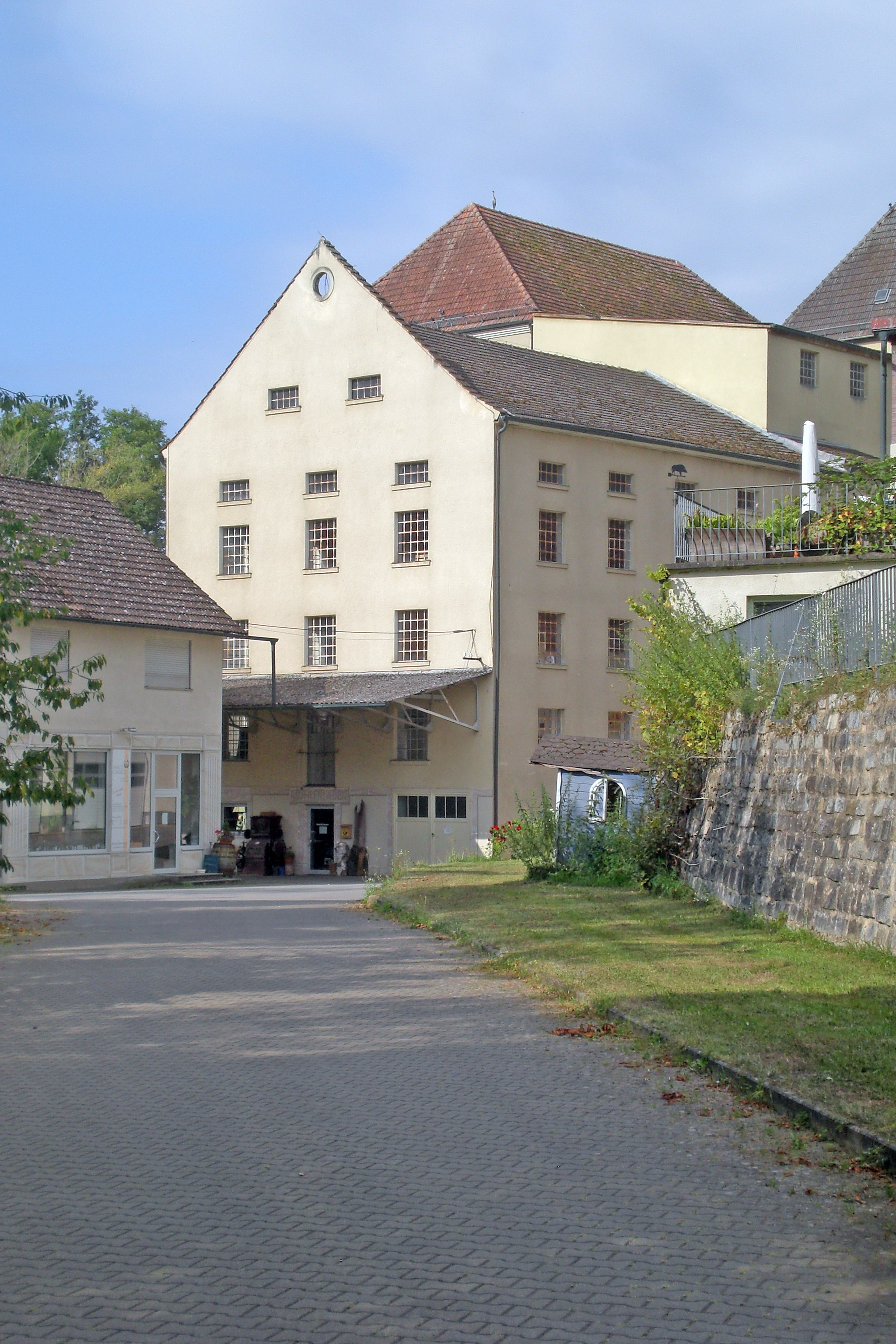
Mühle in Neuses (2024)

Die historische Mühle wurde mehrfach ausgebaut und überformt und befindet sich nach Angaben der Betreiber seit 1834 im Familienbesitz. Ein Mühlenbetrieb findet immer noch statt, jedoch nicht mehr mit einem klassischen Mühlrad. Stattdessen wird die Wasserkraft zur Elektrizitätserzeugung mittels zweier fischfreundlicher Kaplanturbinen genutzt. Weiterhin wird ein Mühlenladen betrieben.
Am 1. Mai 1978 wurde Neuses im Zuge der Gebietsreform in Bayern nach Wendelstein eingegliedert.

### Baudenkmäler
In Neuses gibt es sechs Baudenkmäler:
- An der Mühle 5: Dazugehörige Fachwerkscheune
- Hembacher Weg 4: Dazugehörige Fachwerkscheune
- Penzendorfer Str. 1: Ehemaliges Bauernhaus mit Scheune
- Penzendorfer Str. 2: Gasthaus Weißes Roß
- Schäferstr. 1: Dazugehörige Fachwerkscheune
- Schäferstr. 2: Gemeindehaus

### Einwohnerentwicklung
| Jahr      | 001818 | 001840 | 001861 | 001871 | 001885 | 001900 | 001925 | 001950 | 001961 | 001970 | 001987 | 002014 | 002024 |
| Einwohner | 87     | 95     | 105    | 84     | 109    | 87     | 86     | 136    | 119    | 110    | 240    | 311    | 308    |
| Häuser    | 15     | 14     |        |        | 15     | 15     | 15     | 21     | 24     |        | 65     |        |        |
| Quelle    | [ 17 ] | [ 18 ] | [ 19 ] | [ 20 ] | [ 21 ] | [ 22 ] | [ 23 ] | [ 24 ] | [ 25 ] | [ 26 ] | [ 27 ] |        | [ 1 ]  |

## Religion
Seit der Reformation ist der Ort evangelisch-lutherisch geprägt. Die Einwohner nördlich der Schwarzach waren ursprünglich nach Unsere Liebe Frau (Katzwang) gepfarrt, die Einwohner südlich der Schwarzach nach St. Johannes und St. Martin (Schwabach) gepfarrt. Heute gehört der gesamte Ort zur Pfarrei St. Nikolaus (Kornburg). Die Katholiken sind nach St. Sebald (Schwabach) gepfarrt.

## Veranstaltungen
Am Pfingstmontag findet das jährliche Mühlenfest statt. Die örtliche Freiwillige Feuerwehr veranstaltet ein Sommerfest; jeweils im September wird Kirchweih gefeiert.
In den Räumen der Mühle befindet sich eine Dauermodellbahnausstellung modellbahnselbstfahrwelten.de, bei der Besucher alles selbst bedienen können.

## Sonstiges
Unmittelbar westlich von Neuses verläuft der Rhein-Main-Donau-Kanal, der hier mit einer imposanten 219 Meter langen Stahltrogbrücke den Unterlauf der Schwarzach und die Staatsstraße 2239 überspannt. 1979, also noch vor der vollständigen Fertigstellung des in diesem Abschnitt bereits gefluteten Kanales kam es im 4 km nördlich gelegenen Nachbarort Katzwang zu einem Dammbruch. In weniger als drei Stunden lief die gesamte Haltung aus und richtete umfangreiche Verwüstungen an. Ein Todesopfer sowie mehrere Verletzte waren zu beklagen. Nach der Reparatur und konstruktiven Verbesserungen ging der Kanal in diesem Abschnitt dann 1987 zunächst bis zur Lände Roth in den (Sack-)Betrieb. Seit 1992 ist er durchgängig vom Main bis zur Donau befahrbar. Seit 2008 sind der Kanal und die Schwarzach in Neuses mit einem Hochwasserentlastungskraftwerk verbunden, das bis zu 550 kW an elektrischer Energie erzeugen kann.
Westlich direkt neben dem Kanal verläuft eine Gemeindeverbindungsstraße, die die Staatsstraße 2239 mit der Staatsstraße 2407 verbindet, ein ehemaliger Betriebsweg. Früher wurden dort mächtige Bausandvorkommen abgebaut. Die ausgebeuteten Sandgruben wurden in den Jahren 1950 bis 1975 als Rest- und Hausmülldeponie genutzt und verfüllt. Während der Bauphase des Main-Donau-Kanals wurden die Deponien geschlossen, versiegelt und mit Kanalaushub überdeckt. Das Gelände wurde anschließend zum Teil renaturiert. Heute wird dort vor allem Bauschutt recycelt. Allerdings kommt es gelegentlich zu Geruchsbelästigungen der Anwohner bis hin zu den Nachbarorten, wenn Deponiegas austritt, oder eine der Deponien zu Kontrollzwecken geöffnet werden muss.
In den frühen 2020er Jahren wird die Ortsmitte umgestaltet und mit einer Niederkai-Bootsanlegestelle für den Kanusport auf der Schwarzach aufgewertet.

## Öffentlicher Nahverkehr
Eine Bedarfshaltestelle des öffentlichen Nahverkehrs, über die Schwabach, Wendelstein und Feucht erreicht werden können, wird wochentags und samstags von der Buslinie 678 fahrplanmäßig bedient. An Sonn- und Feiertagen besteht eine Anbindung an den öffentlichen Personennahverkehr nur bedarfsgesteuert per Anrufsammeltaxi 660 mit einstündiger Voranmeldung.

## Bilder

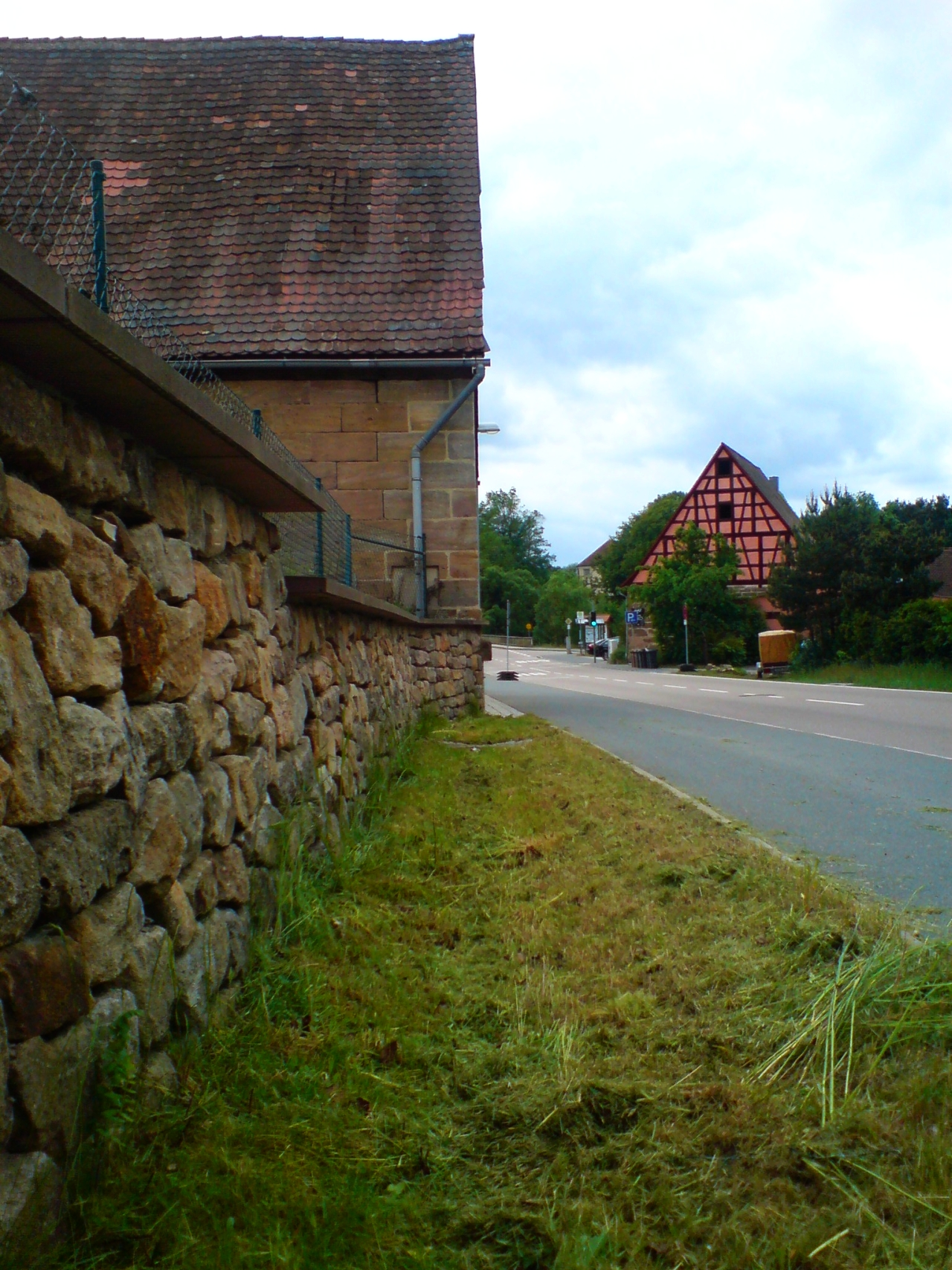
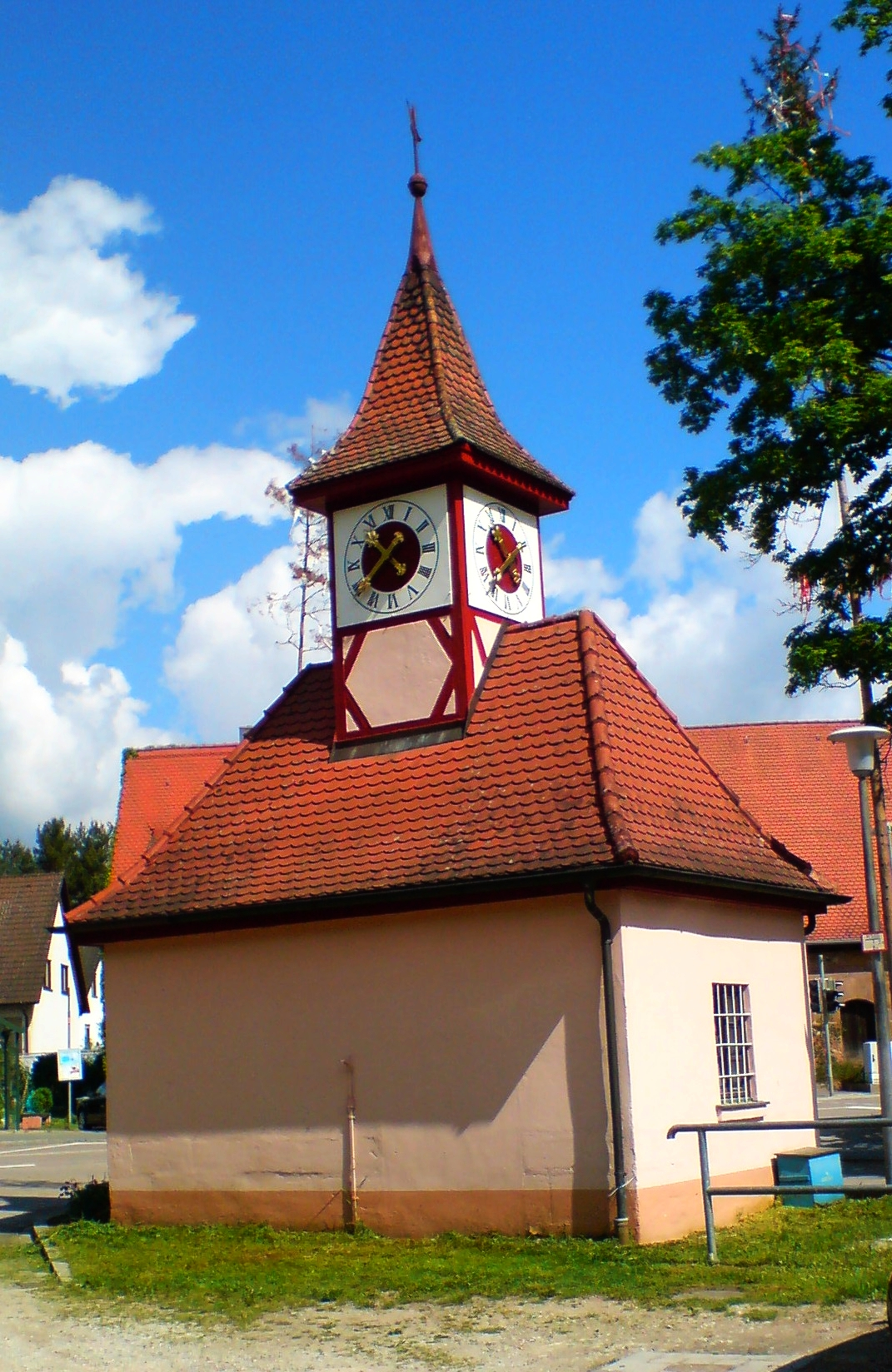
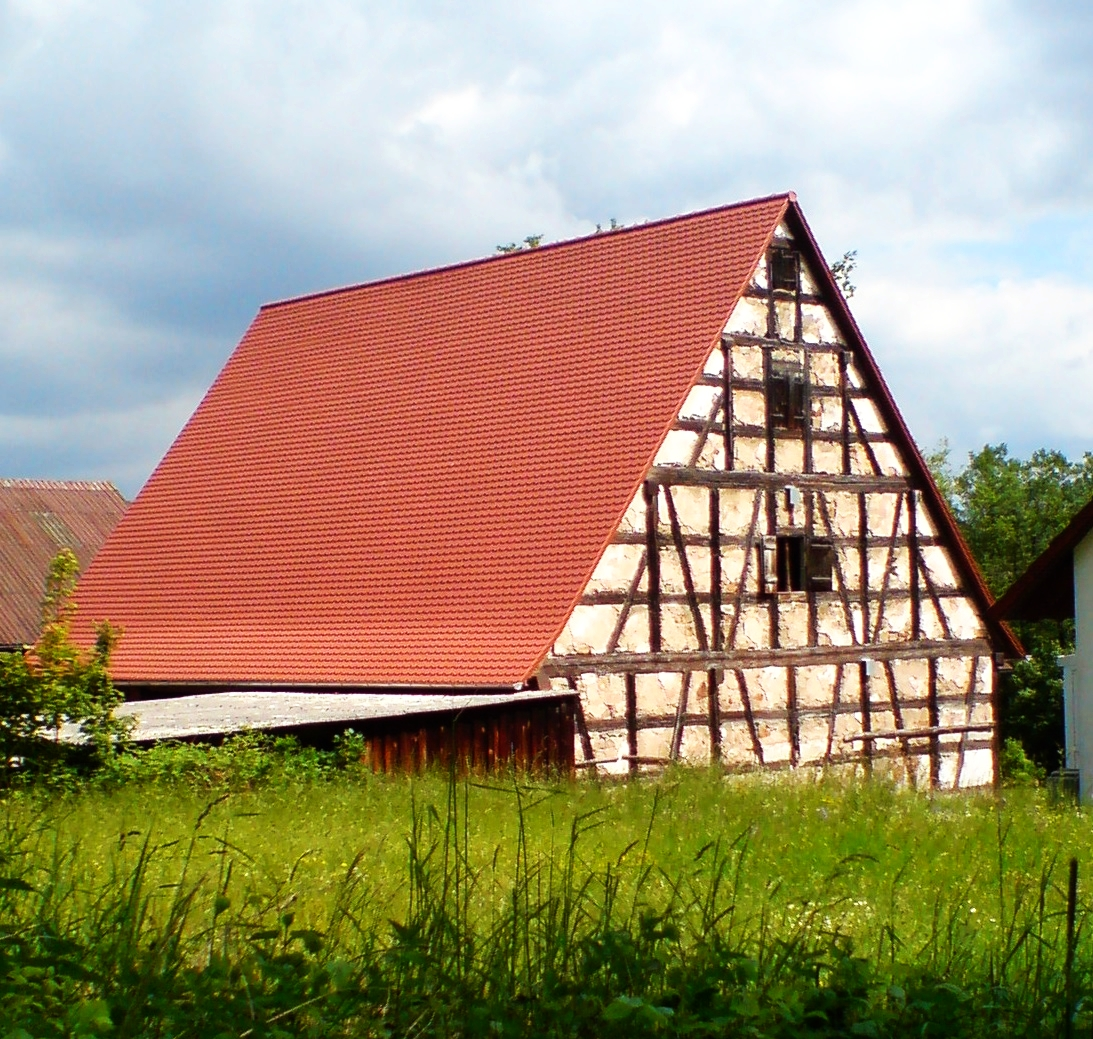
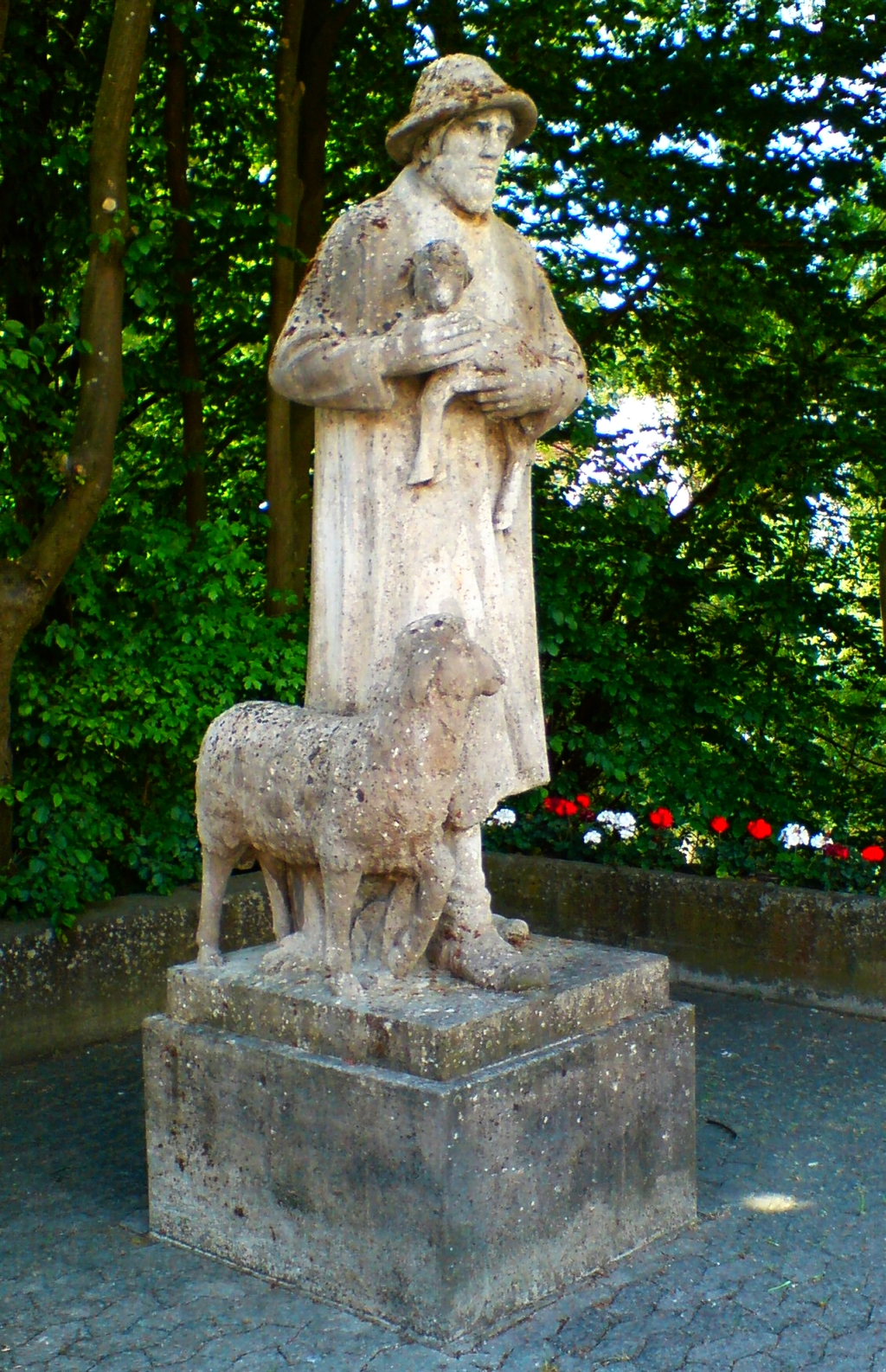
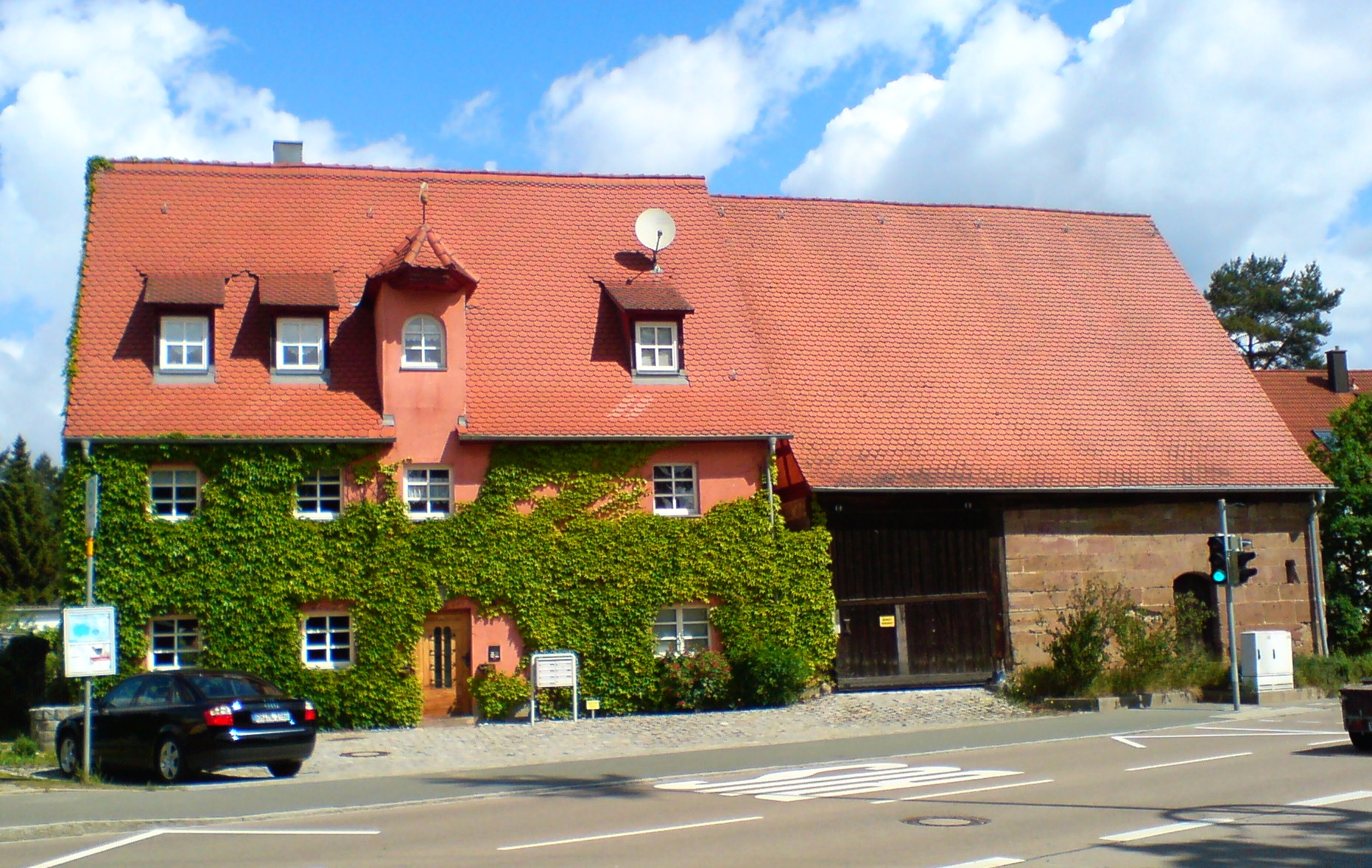
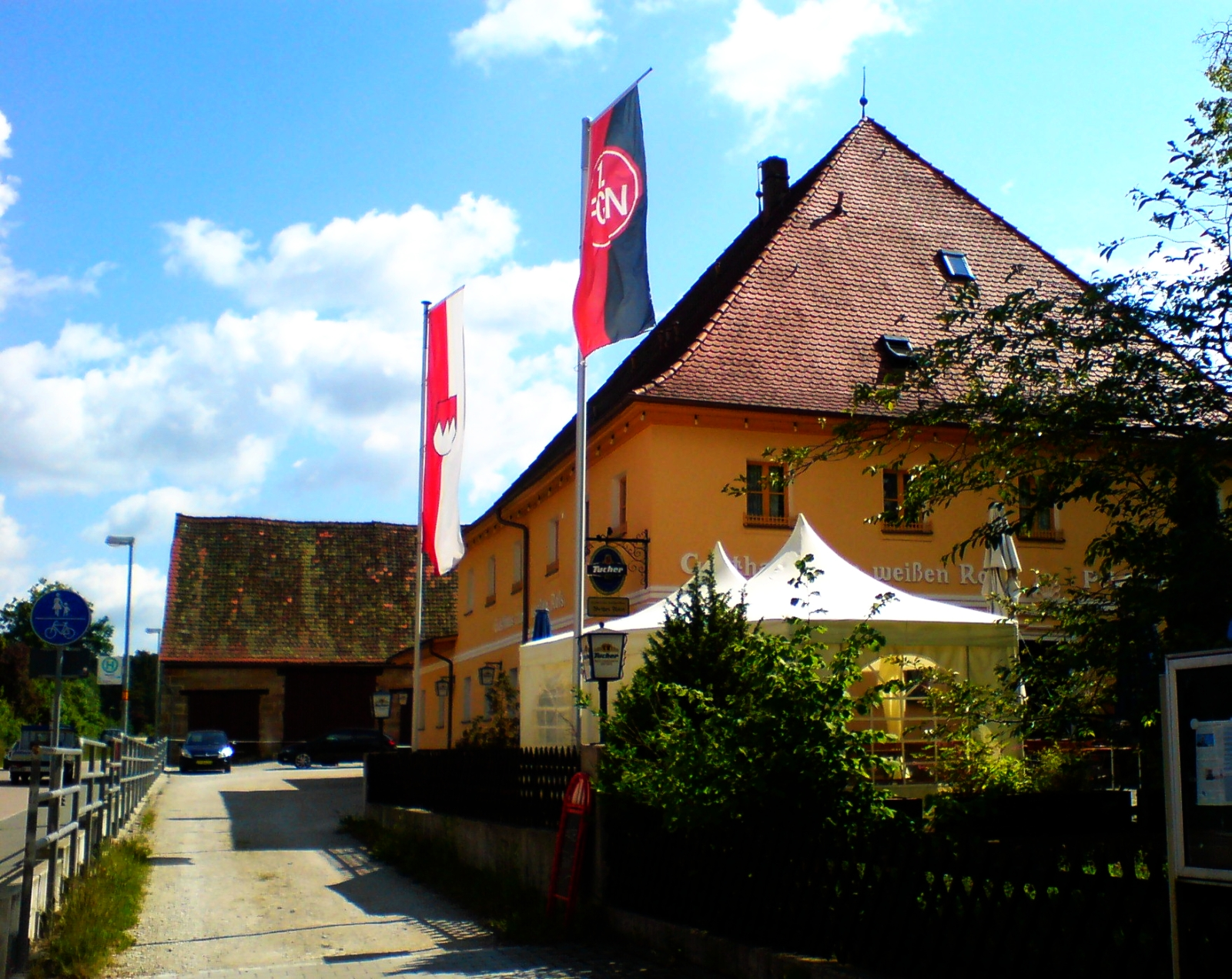
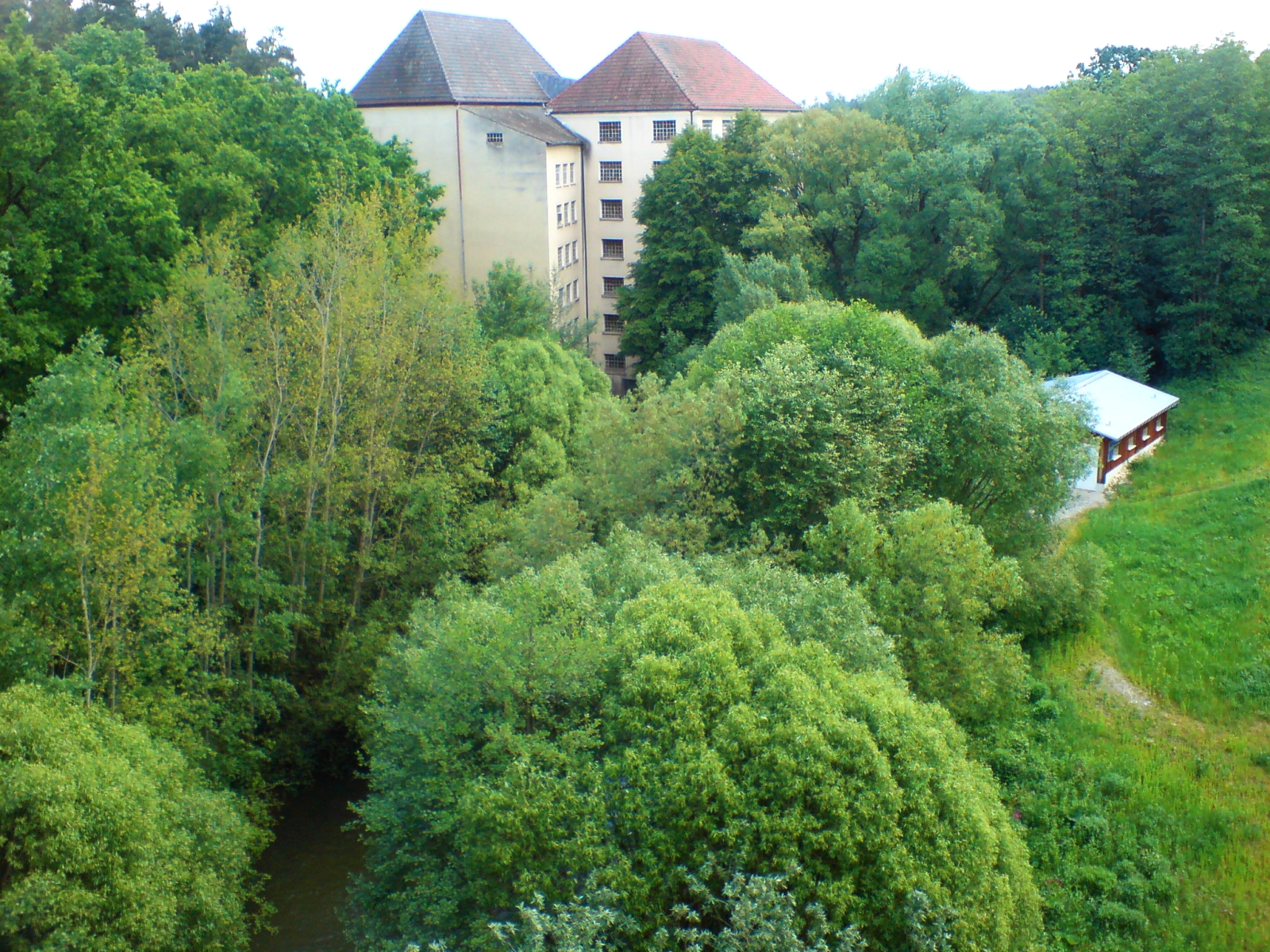
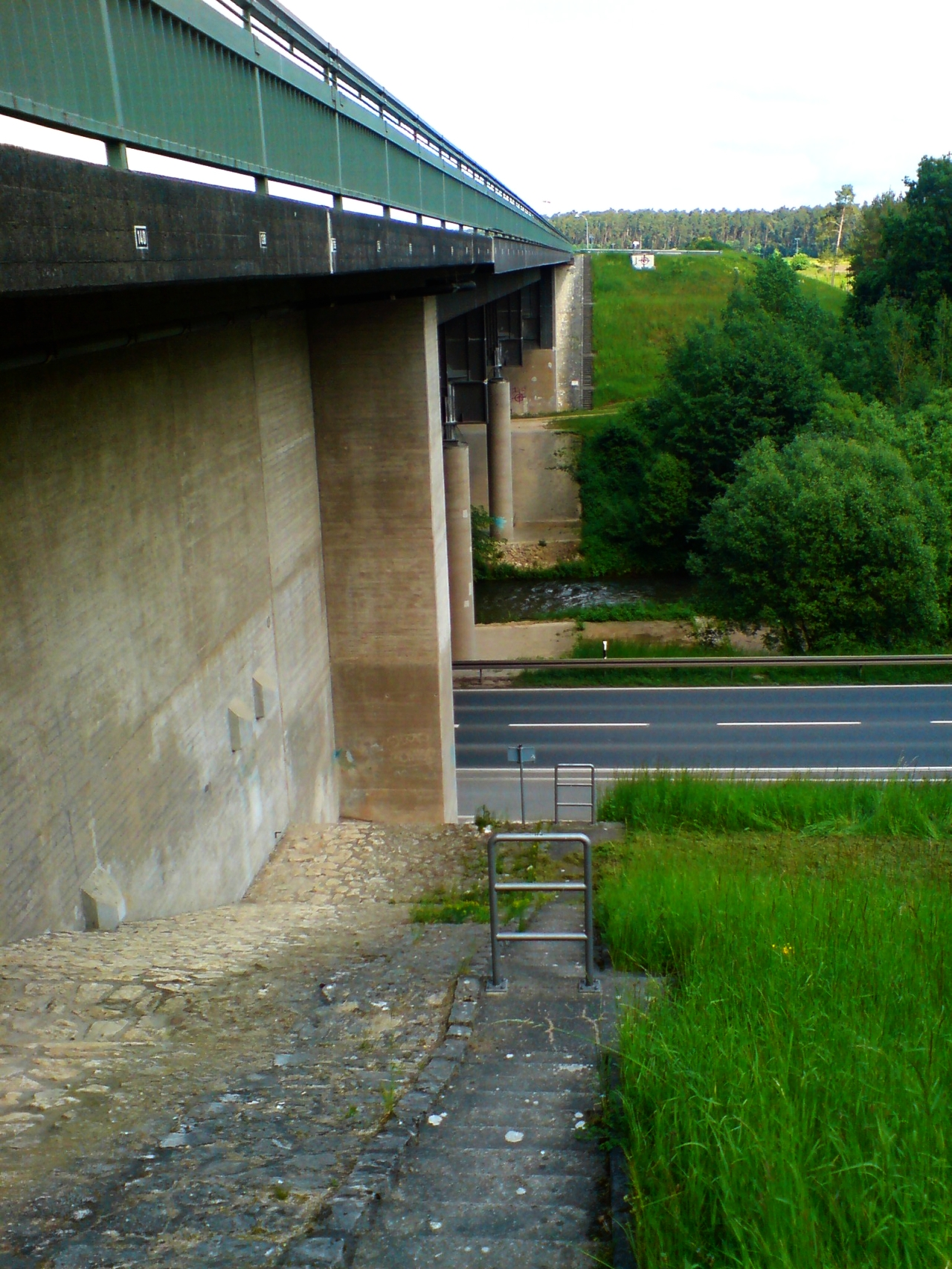
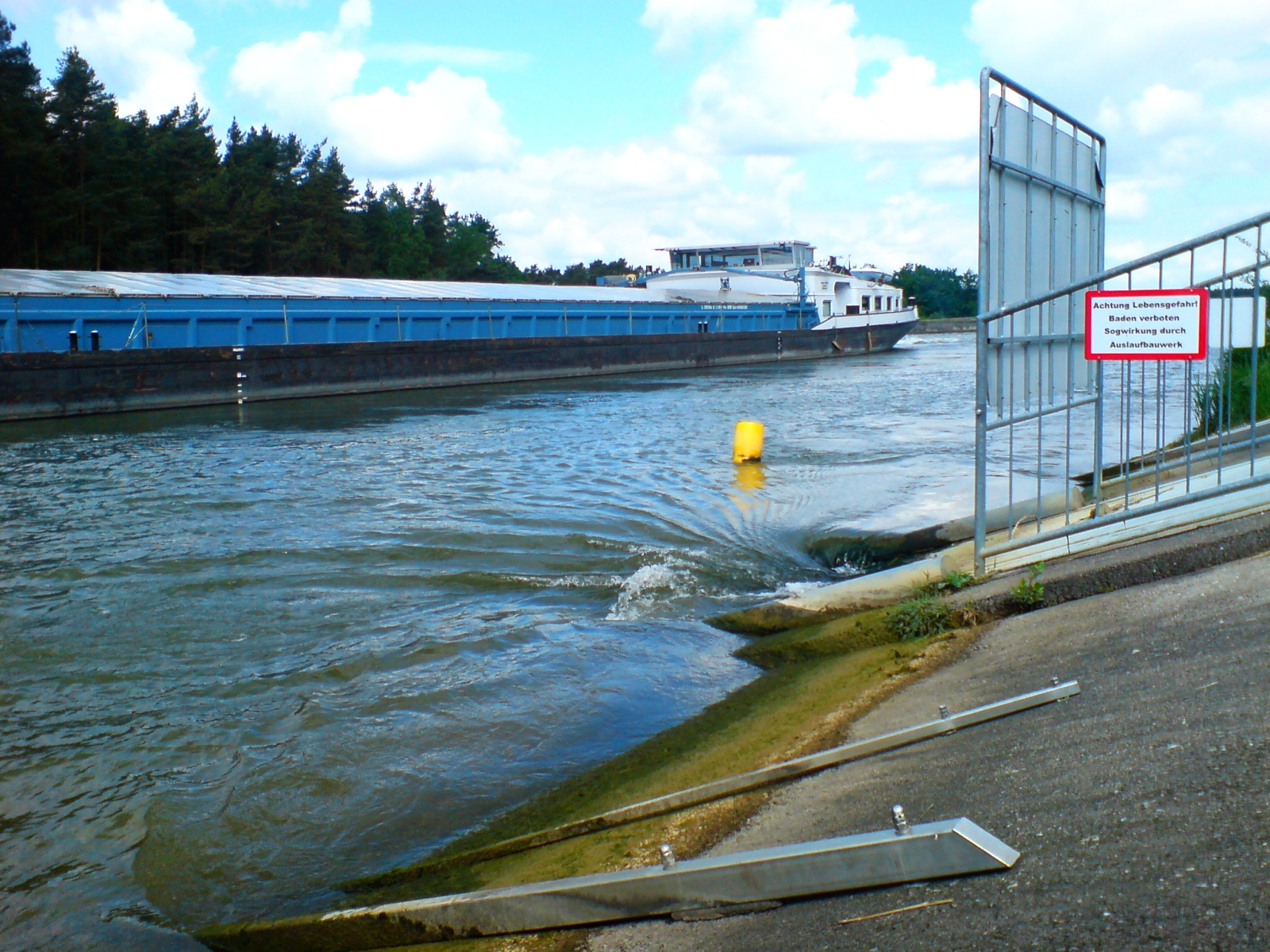